# 過海隧道巴士N121線
過海隧道巴士N121線是香港的一條通宵過海隧道巴士線，來往中環港澳碼頭及牛頭角，由城巴及九巴營運，於101及111收車後服務。

## 歷史
- 1975年12月17日：投入服務，編號為121，由中巴及九巴經營，來往彩虹及中環急庇利街。初時沿線不設固定巴士站，乘客可在沿線非禁區的道路上下車，直至1980年代末，沿線才正式設立巴士站。
- 1976年4月1日：本線乘客可在海底隧道收費廣場免費轉乘122線（現稱N122），方便乘客來往港島東區及西九龍等地區，當時的轉乘方式是於紅磡海底隧道收費廣場設立轉車區，以供本線及N122的乘客互相轉乘，以區分轉乘客及於紅磡海底隧道收費廣場支付車資上車的乘客，而且本線的行車時間表會特別遷就這種轉車方式。
- 1981年2月23日：遷往中環港澳碼頭。
- 1988年5月9日：延長至牛頭角。
- 1996年5月1日：配合通宵路線編號重組，改稱N121。
- 1996年8月1日：改為全空調服務。
- 1998年9月1日：中巴專營權結束，改由九巴及新巴合營。
- 2007年4月2日：原有本路線與N122的免費轉乘措施，改為採用八達通提供，以解決轉車混亂問題。
- 2016年3月28日：九巴班次增設到站時間預報。
- 2018年7月27日：新巴班次增設實時抵站時間查詢服務。
- 2019年8月3日：隨著彩虹道遊樂場附近道路工程完成，該路線往太子道東方向恢復停「彩虹道遊樂場」站，不停「黃大仙警署」站。[2]
- 2020年10月4日：配合沙中綫工程完竣，往牛頭角方向取消漆咸道北「山西街」站，改停馬頭圍道「土瓜灣落山道」站。[3] [4]
- 2022年1月2日：重設「山西街」站 [5]
- 2023年7月1日：因應新巴城巴合併，本線改由九巴及城巴聯合經營。

## 服務時間（詳細班次）
| 每日中環（港澳碼頭）開 | 每日中環（港澳碼頭）開 | 每日中環（港澳碼頭）開 | 每日中環（港澳碼頭）開 | 每日中環（港澳碼頭）開 | 每日中環（港澳碼頭）開 |
| ---------------------- | ---------------------- | ---------------------- | ---------------------- | ---------------------- | ---------------------- |
| 00:45                  | 01:00                  | 01:15                  | 01:30                  | 01:45                  | 02:00                  |
| 02:22                  | 02:45                  | 03:10                  | 03:30                  | 03:52                  | 04:15                  |
| 04:40                  | 05:00                  |                        |                        |                        |                        |

| 每日牛頭角開 | 每日牛頭角開 | 每日牛頭角開 | 每日牛頭角開 | 每日牛頭角開 | 每日牛頭角開 |
| ------------ | ------------ | ------------ | ------------ | ------------ | ------------ |
| 00:45        | 01:00        | 01:15        | 01:37        | 02:00        | 02:20        |
| 02:45        | 03:07        | 03:30        | 03:50        | 04:15        | 04:37        |
| 05:00        |              |              |              |              |              |

- 註：有紅字班次為九巴派車，其餘班次為城巴派車。

## 收費
全程：$17.7
- 過紅磡海底隧道後往牛頭角／中環（港澳碼頭）：$9.8

| - 本線設有12歲以下小童及65歲或以上長者半價優惠。 - 65歲或以上香港居民使用「樂悠咭」，以及12歲以下合資格殘疾兒童使用「殘疾人士身份」個人八達通繳付車資，均可享有每程$2.0或半價（以較低者為準）的票價優惠；12至64歲合資格殘疾人士使用「殘疾人士身份」個人八達通（包括「樂悠咭」），以及60至64歲香港居民使用「樂悠咭」繳付車資，均可享有每程$2.0或全費（以較低者為準）的票價優惠。 - 65歲或以上長者如使用長者或一般個人八達通繳付車資，則只可享有半價優惠；12至64歲合資格殘疾人士如不使用「殘疾人士身份」個人八達通，以及60至64歲人士如不使用「樂悠咭」繳付車資，必須繳付全費。 - 乘客可以現金或八達通於上車時付款，不設找續。 - 每位成人乘客可免費攜帶最多兩名4歲以下而不佔座位的兒童乘客乘車，超額之4歲以下小童必須繳付小童車費乘車。 - 持有「九巴月票」之乘客在車票有效期內，每日可享最多10程任何九龍巴士及龍運巴士路線（包括本路線，合資格車程只適用於九龍巴士／龍運巴士提供的班次；惟乘搭機場「A」及「NA」線則可享原價二七折優惠（不會計算每天10次合資格車程））；而B1線則可每日可享最多2程（不會計算每天10次合資格車程）。 - 九龍巴士、城巴、龍運巴士及陽光巴士全職員工及家屬（不包括外判職員）可免費乘搭本路線（陽光巴士員工及家屬只適用於九龍巴士提供的班次），惟必須拍職員或職員家屬八達通。 - 乘客亦可使用AlipayHK「易乘碼」、支付寶、WeChatHK／微信支付「搭車碼」、銀聯雲閃付「乘車碼」及BOC Pay「乘車碼」、具有感應式支付功能的JCB、卡美國運通、大來國際、Discover Card（只適用於九龍巴士／龍運巴士提供的班次）、VISA、Mastercard及銀聯卡，以及Apple Pay、Google Pay及Samsung Pay流動支付平台繳付車資。九巴班次的乘客使用上述付款方式，將只可享有與其他九巴路線／聯營路線九巴班次之轉乘優惠；城巴班次的乘客使用上述付款方式，將只可享有與其他城巴獨營路線或聯營線城巴班次之轉乘優惠。乘客亦不能享有「公共交通費用補貼計劃」及「長者及合資格殘疾人士公共交通票價優惠計劃」。 |

### 八達通轉乘優惠
N121←→N122，次程車資全免，轉乘時限為90分鐘
- N121往中環 ←→ N122往筲箕灣
- N122往美孚 ←→ N121往牛頭角

## 用車
現時九巴和城巴每晚各派出3輛巴士行走本線。受環保署於繁忙路段實施專營巴士低排放區的規定影響，兩巴均派出排放標準達歐盟五型或以上的巴士行走此線，例如亞歷山大丹尼士Enviro 500（ATEU、ATEE、5500-5582）、Enviro 500 MMC（ATENU、5583-5599、5601-5719）、富豪B9TL（AVBWU、4500-4529）等等。
過往九巴主要使用較舊款的巴士行走，如富豪奧林比安11米（AV）和丹尼士巨龍11米（AD），甚少派出低地台巴士；新巴則主要使用各款12米丹尼士三叉戟（10XX/11XX/30XX）或富豪超級奧林比安（50XX）行走。

## 行車路線
中環（港澳碼頭）開經：港澳碼頭通道、干諾道中、林士街、德輔道中、金鐘道、軒尼詩道、菲林明道、灣仔道、摩利臣山道、禮頓道、堅拿道西、堅拿道天橋、紅磡海底隧道、康莊道、漆咸道北、馬頭圍道、馬頭涌道、太子道西、太子道東、彩虹道、彩虹通道、太子道東、觀塘道、牛頭角道及振華道。
牛頭角開經：佐敦谷北道、牛頭角道、天橋、觀塘道、天橋，龍翔道、彩虹道、太子道東、太子道西、馬頭涌道、馬頭圍道、漆咸道北、康莊道、紅磡海底隧道、堅拿道天橋、堅拿道東、禮頓道、摩利臣山道、灣仔道、菲林明道、軒尼詩道、金鐘道、德輔道中、禧利街、干諾道中及港澳碼頭通道。

### 沿線車站

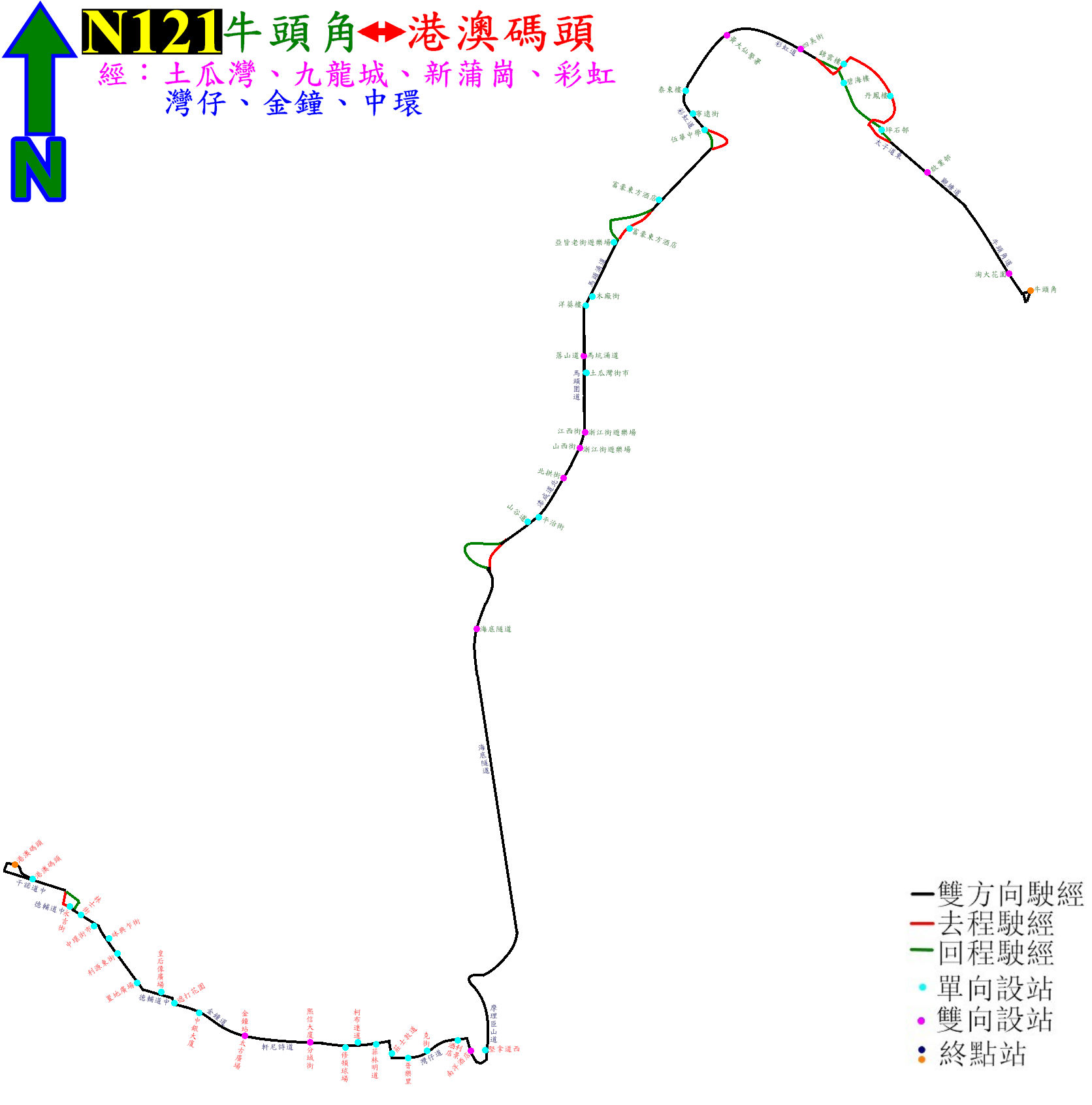
N121線的走線圖

| 中環（港澳碼頭）開 | 中環（港澳碼頭）開               | 中環（港澳碼頭）開       | 牛頭角開 | 牛頭角開                         | 牛頭角開                 |
| 序號               | 車站名稱                         | 位置                     | 序號     | 車站名稱                         | 位置                     |
| ------------------ | -------------------------------- | ------------------------ | -------- | -------------------------------- | ------------------------ |
| 1                  | 中環（港澳碼頭）                 | 中環（港澳碼頭）巴士總站 | 1        | 牛頭角巴士總站                   | 牛頭角巴士總站           |
| 2                  | 港澳碼頭                         | 干諾道中                 | 2        | 淘大花園                         | 牛頭角道                 |
| 3                  | 林士街                           | 德輔道中                 | 3        | 啟業邨                           | 觀塘道                   |
| 4                  | 砵典乍街                         | 德輔道中                 | 4        | 牛池灣轉車站－彩虹邨丹鳳樓（J3） | 龍翔道                   |
| 5                  | 皇后像廣場                       | 德輔道中                 | 5        | 彩虹轉車站－彩虹邨錦雲樓（P3）   | 龍翔道                   |
| 6                  | 遮打花園                         | 德輔道中                 | 6        | 四美街                           | 彩虹道                   |
| 7                  | 金鐘站－統一中心                 | 金鐘道                   | 7        | 彩虹道遊樂場                     | 彩虹道                   |
| 8                  | 軍器廠街                         | 軒尼詩道                 | 8        | 寧遠街                           | 彩虹道                   |
| 9                  | 柯布連道                         | 軒尼詩道                 | 9        | 九龍城轉車站－富豪東方酒店（B8） | 太子道西                 |
| 10                 | 莊士敦道 （大有廣場）            | 菲林明道                 | 10       | 木廠街                           | 馬頭涌道                 |
| 11                 | 克街                             | 灣仔道                   | 11       | 馬坑涌道                         | 馬頭圍道                 |
| 12                 | 南洋酒店                         | 摩理臣山道               | 12       | 土瓜灣街市                       | 馬頭圍道                 |
| 13                 | 堅拿道西                         | 堅拿道西                 | 13       | 浙江街遊樂場                     | 馬頭圍道                 |
| 14                 | 紅磡海底隧道轉車站（C2）         | 康莊道                   | 14       | 浙江街遊樂場                     | 漆咸道北                 |
| 15                 | 山谷道                           | 漆咸道北                 | 15       | 北拱街                           | 漆咸道北                 |
| 16                 | 北拱街                           | 漆咸道北                 | 16       | 平治街                           | 漆咸道北                 |
| 17                 | 山西街                           | 漆咸道北                 | 17       | 紅磡海底隧道轉車站（A3）         | 康莊道                   |
| 18                 | 落山道                           | 馬頭圍道                 | 18       | 南洋酒店                         | 摩理臣山道               |
| 19                 | 天光道                           | 馬頭圍道                 | 19       | 利景酒店                         | 灣仔道                   |
| 20                 | 馬頭圍邨洋葵樓                   | 馬頭涌道                 | 20       | 普樂里                           | 灣仔道                   |
| 21                 | 亞皆老街遊樂場                   | 馬頭涌道                 | 21       | 菲林明道                         | 軒尼詩道                 |
| 22                 | 九龍城轉車站－富豪東方酒店（A4） | 太子道東                 | 22       | 修頓球場                         | 軒尼詩道                 |
| 23                 | 天主教伍華中學                   | 彩虹道                   | 23       | 循道衛理大廈                     | 軒尼詩道                 |
| 24                 | 東頭邨泰東樓                     | 彩虹道                   | 24       | 金鐘站－太古廣場                 | 金鐘道                   |
| 25                 | 黃大仙警署                       | 彩虹道                   | 25       | 中銀大廈                         | 金鐘道                   |
| 26                 | 四美街                           | 彩虹道                   | 26       | 置地廣場                         | 德輔道中                 |
| 27                 | 彩虹轉車站－彩虹邨碧海樓（M5）   | 彩虹道                   | 27       | 利源東街                         | 德輔道中                 |
| 28                 | 坪石邨                           | 觀塘道                   | 28       | 中環街市                         | 德輔道中                 |
| 29                 | 啟業邨                           | 觀塘道                   | 29       | 永吉街                           | 德輔道中                 |
| 30                 | 淘大花園                         | 牛頭角道                 | 30       | 中環（港澳碼頭）                 | 中環（港澳碼頭）巴士總站 |
| 31                 | 牛頭角巴士總站                   | 牛頭角巴士總站           |          |                                  |                          |

## 外部連結
九巴
- 過海隧道巴士N121線 （页面存档备份，存于）

城巴
- 過海隧道巴士N121線 （页面存档备份，存于）
- 過海隧道巴士N121線路線圖 （页面存档备份，存于）